# 浮黴菌門
浮黴菌門(Planctomycetes)是一小門水生細菌，在海水、半咸水、淡水中都可被發現。
其中浮黴菌屬(Planctomyces)和小梨形菌屬(Pirellula)等都是專性好氧菌。它們通過出芽法繁殖。形態上，它們通常是卵形，不用來繁殖的一端有柄，可以用來附着。它們的生活史分爲固着細胞和有鞭毛的游動細胞，類似α-變形菌綱的柄桿菌屬。
浮黴菌門的細胞壁中含有糖蛋白而不含胞壁質，因此它們可以通過青黴素等破壞細胞壁的抗生素來選擇性富集。最爲奇特的一點是，浮黴菌門細胞具有複雜的胞内膜結構，甚至有些屬（如出芽菌屬(Gemmata)）的染色質被膜包圍且緊縮，類似真核生物的細胞核，這在原核生物中是僅有的。
此外，在浮黴菌門中還有一類和浮黴菌屬等關係較遠的細菌，如(Candidatus Brocadia)、(Candidatus Kuenenia)和(Candidatus Scalindua)屬，它們至今未能成功分離得到純菌株，因此尚未獲得正式命名和分類。它們能夠在缺氧環境下利用亞硝酸鹽(NO2-)氧化銨離子(NH4+)生成氮氣來獲得能量，因此稱作厭氧氨氧化菌(anaerobic ammonium oxidation, Anammox)，對全球氮循環具有重要意義，也是污水處理中重要的細菌。